# Cyclops furi
Cyclops furi – gatunek widłonoga z rodziny Cyclopidae. Nazwa naukowa gatunku została po raz pierwszy opublikowana w 1986 roku przez rosyjskich (radzieckich) zoologów Olgę Michajłowną Kożową i Borysa Pawłowa (1936–2016).